# SoftBank Mobile

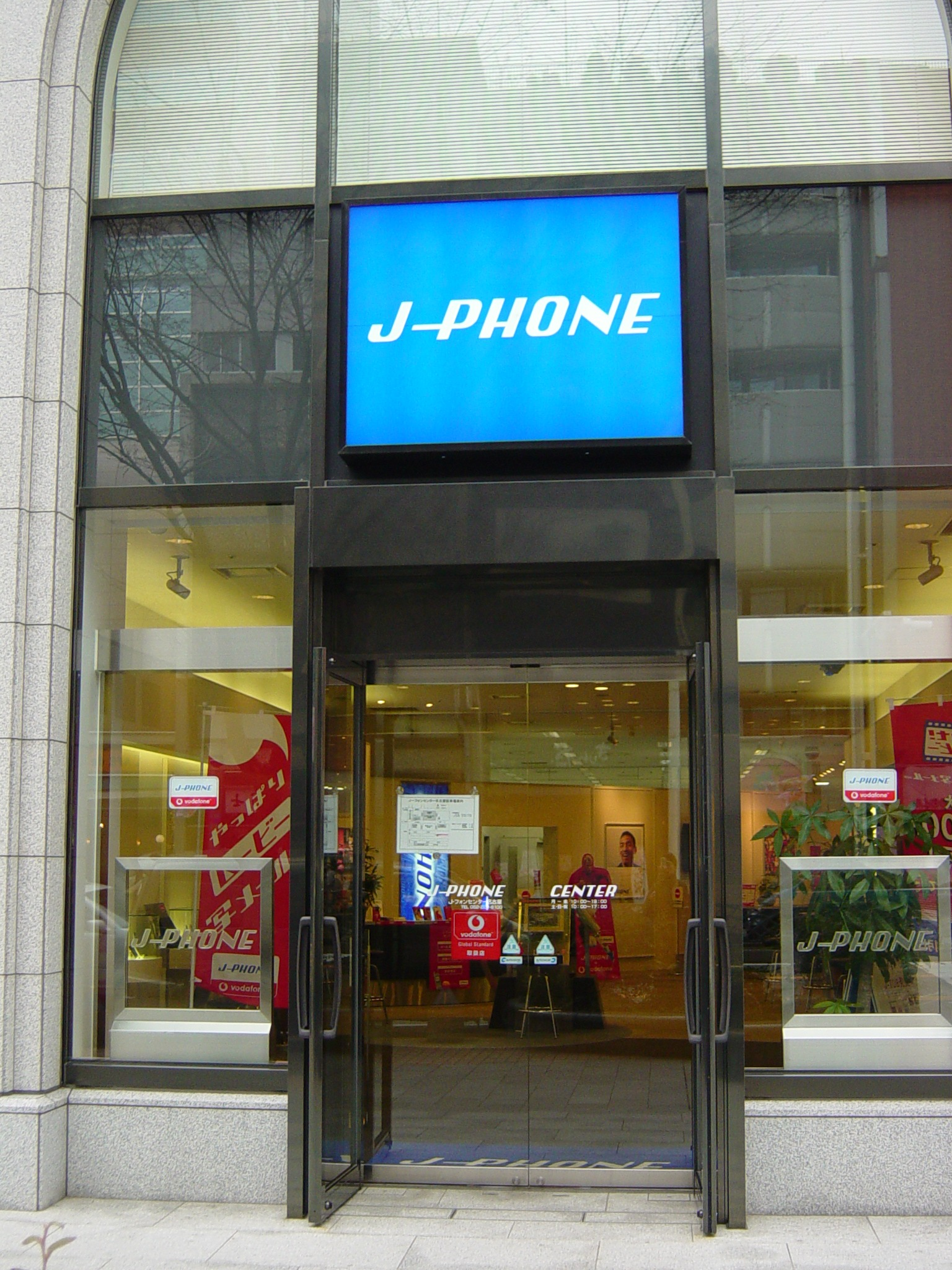
Cửa hàng J-PHONE ở Nagoya

SoftBank Mobile Corp. (ソフトバンクモバイル株式会社 Sofutobanku Mobairu Kabushikigaisha), trước đây là Vodafone K.K. (cũng được biết đến với tên Vodafone Japan) và J-PHONE, là công ty con của nhà điều hành điện thoại di động SoftBank Nhật Bản. Son Masayoshi hiện là Giám đốc điều hành và nhà đại diện chính thức của công ty. SoftBank Mobile điều hạnh mạng điện thoại W-CDMA (UMTS 3G, gọi là "SoftBank 3G").